# Christnet.eu
Christnet patří mezi největší nezávislé křesťanské portály a nejčtenější křesťanské internetové stránky v českém jazyce. Portál je ekumenicky orientován a provozuje jej spolek Christnet. Současným výkonným vedoucím magazínu je Jan Kirschner.

## Obsah portálu
Christnet funguje jako nezávislý portál o křesťanství a náboženských souvislostech na českém (a částečně i slovenském) internetu. Jeho nejnavštěvovanější částí je Magazín, orientovaný na publicistiku a podrobné zpravodajství z náboženského světa i z dění ve společnosti.
Součástí portálu bývala populární sekce Diskuze. Diskusní stránky byly provozovatelem považovány za problematickou část projektu kvůli neochotě některých účastníků diskutovat neútočně. Do roku 2013 byla součástí portálu sekce Odkazy, která představovala rozcestník mezi křesťanskými stránkami v ČR a částečně i SR, a Akce, na níž byl kalendář křesťanských akcí v České republice.
Dnes je  součástí portálu Seznamka, její provoz a obsah ale redakce Christnetu nespravuje.
Projekt není závislý na žádné církvi a je financován ze dvou třetin z příspěvků čtenářů a ze třetiny z reklamy. V roce 2007 musel být provoz pro nedostatek financí pozastaven, tehdy byly měsíční provozní náklady ve výši 15 a 20 tisíc Kč.

## Vznik
Christnet.cz spoluzaložil na přelomu let 1999 a 2000 Robert Němec sloučením dvou internetových projektů založených v roce 1996 Davidem Petrlou. Šlo o Getsemany (internetový křesťanský magazín) a ChristNet (tehdy pouze rozcestník mezi křesťanskými stránkami). Akce byla částečně vynucena tím, že Getsemany se musely přejmenovat, neboť se tak jmenuje starší tištěný měsíčník. Robert Němec ze Sdružení ChristNet.cz odešel v roce 2003. Dnes už se nikdo ze zakladatelů portálu na jeho fungování nepodílí. Od roku 2013 běží nová grafická podoba stránek. Portál je dnes provozován spolkem Christnet.  Od 1. 12. 2016 je projekt provozován na doméně www.christnet.eu. Portál vykazuje okolo 2500 unikátních návštěv denně.[kdy?][zdroj?]